# Futuremark
Futuremark Oyとはフィンランドのソフトウェア開発会社で個人向け、ビジネス向けのベンチマークアプリケーションをリリースしている。本社と研究開発センターはエスポーにある。
また、Futuremark Games Studioというコンピュータゲーム開発部門があったが、2012年3月27日に同じフィンランド企業のロビオ・エンターテインメント（世界的に成功しているAngry Birdsシリーズを開発していることで知られる）に売却した。
2014年10月31日、UL認証で知られるアメリカ保険業者安全試験所により買収された。

## 歴史
デモシーングループであるFuture Crewにかつて在籍していた社員が1997年にFuturemarkとして設立、世界的に知名度の高いベンチマークアプリケーション製作会社として、自社アプリケーションは250誌以上のコンピュータ雑誌で使用され、ゲーマー向けとして成功したものとなっており、3DMarkでハイスコアを出すことは自身が所有するコンピュータのパフォーマンスを測定し他人のと比べるために使用しているゲーマーの間で自慢できることと認識されている。
会社設立後間もなく一回社名をMadOnion.comに変更したが、2002年に現社名であるFuturemark Corporationに変更した。
自社アプリケーションはインターネットだけでなくオフラインのメディアで配布されていて、3Dmarkのようなベンチマークに加えてIHV/ISV向けベンチマークといったサービスを提供しており、3Dデモのみならずインターネットやデータ関連サービスも扱っていることになる。
2007年3月、YouGamersというPCゲーム関連ウェブサイトを開き、サンフランシスコで開催されたGDC 2007にてプロモーション（車載の看板、モデルによるチラシの配布）を行った。YouGamersは典型的な特徴を持つゲーム批評サイトとは一線を画する形でゲームメーカー推奨環境とユーザーが所有するコンピュータのパフォーマンスを比較する形で測定するオンラインのみのツールを使ったGame-o-Meterというアセスメントサービスを提供しており、ユーザーはテストに使ったゲームが自身のコンピュータで動くかどうかを判断することができる。
2008年1月、Futuremark Games Studioの設立を、8月にはLeipzig Games ConventionにてFuturemark Games Studioの第一作「Shattered Horizon」を発表した。
2009年12月、携帯、組み込みOS関連事業をRightwareとして分社化した。
2012年3月、売却額は非公開ながらゲーム開発部門をロビオ・エンターテイメントに売却、これによりFuturemarkはベンチマークソフトウェアに専念することになった。
2014年10月31日、アメリカ保険業者安全試験所により買収された。

## ソフトウェア

### PCベンチマーク
- 3DMark
- PCMark

### モバイルベンチマーク
- PowerMark

### ハンドヘルドベンチマーク
- 3DMarkMobile
- VGMark
- SimulationMark
- SPMark

### コンピュータゲーム
- Shattered Horizon (PC)
- Hungribles (iOS)
- Unstoppable Gorg (PC, Mac, iPad)

### その他
- Peacekeeper（英語版） - ウェブブラウザベンチマーク
- XL-R8R